# Cseh-Szombathy László (orvos)
Cseh-Szombathy László (Pápa, 1894. március 24. – Budapest, Ferencváros, 1968. január 10.) magyar orvos, egészségpolitikus, népjóléti államtitkár.

## Élete
Orvoscsaládban született Cseh-Szombathy László és kismányai Hangyás Karola fiaként. Középiskolai tanulmányait szülővárosa református gimnáziumában folytatta. Az első világháborúban katonaként vett részt, ennek során 1915-ben a lábán súlyosan megsérült, így leszerelték. 1920-ban szerzett orvosi diplomát a budapesti Királyi Magyar Tudományegyetem orvoskarán. Már egyetemista korától részt vett a református ifjúsági mozgalmakban, a Bethlen Gábor Szövetségnek tagja is volt.
Diplomázása után az első munkahelye a belgyógyászati klinika volt, ahol 1925-ig tanársegédként tevékenykedett. Ezt követően a budapesti Bethesda Diakonissza Kórházhoz került, ahol hamarosan már mint belgyógyász főorvost foglalkoztatták. Közben, 1930-ban – alapításakor – belépett a Független Kisgazdapártba, és már a következő évben, 1931-ben, a Komárom-Esztergom vármegyei Nagyigmándon a pótválasztáson képviselőjelöltként is indult, de nem szerzett mandátumot. 1935-től 1939-ig viszont ugyanott már parlamenti képviselővé választották, kisgazdapárti programmal. Az 1939. évi választásokon Komáromban alulmaradt Zsindely Ferenccel (MÉP) szemben.
A további években is szerepet vállalt a Hadirokkantak, Hadiözvegyek és Hadiárvák Országos Szövetségében, amelynek 1941-től elnöke volt. 1945 tavaszától az újjászerveződött közéletbe is bekapcsolódott: 1945. május 16-tól október 7-ig az ideiglenes budapesti törvényhatósági bizottság alelnöke, 1945. október 7-től pedig a törvényhatósági bizottság tagja lett; 1945. június 24-én beválasztották az Ideiglenes Nemzetgyűlésbe is. 1945 júniusától az FKGP Budapest IX. kerületi szervezetének elnöke, augusztus 20-tól az FKGP Országos Intéző Bizottságának tagja, 1947. szeptember 12-től 1948. április 17-ig a politikai bizottság póttagja volt.
1945. november 4-től a Fejér és Komárom megyei választókerületben nemzetgyűlési képviselő lett, az 1947. augusztus 31-i választásokon pedig az FKGP országos listájáról szerzett országgyűlési képviselői mandátumot. 1945. augusztus 23-tól 1947. november 15-ig a Népjóléti Minisztérium politikai államtitkára. A párt országos orvoscsoportjának tiszteletbeli elnöke (1946–1948). A Dunántúli Református Egyházkerületben az iskolák felügyelője (1946–1950). Az FKGP Politikai Bizottsága 1948. december 16-án vette tudomásul lemondását képviselői mandátumáról. Ezt követően visszavonult a politikai élettől; 1950-től az 1963. évi nyugdíjazásáig a Csengery utcai kisegítő kórház főorvosaként dolgozott.